# Poiana (gmina Dulcești)
Poiana – wieś w Rumunii, w okręgu Neamț, w gminie Dulcești. W 2011 roku liczyła 161 mieszkańców.